# Fernando Balboa
Fernando Balboa (fl. 1835-1868) fue un político español.

## Reseña biográfica
En 1835 fue gobernador de la provincia de Granada.
En 1851 fue gobernador de la provincia de Gerona.
En 1849 fue Intendente y Gobernador de la provincia de Cáceres.
Fue Gobernador de la provincia de Málaga.
En 1857 fue gobernador de la provincia de Santander.
En 1858 fue gobernador civil de la provincia de Zaragoza.
Del 22 de marzo de 1858 al 07 de julio de 1858 fue Presidente de la Diputación Provincial de Zaragoza.
Gobernador de la provincia de Málaga en 1864.
En 1865 fue gobernador de la provincia de Sevilla y durante el periodo de febrero a junio del mismo año fue alcalde-corregidor de Sevilla.
| Predecesor: Ángel de Losada | Presidente de la Diputación Provincial de Zaragoza 22 de marzo de 1858 - 07 de julio de 1858 | Sucesor: Manuel de Cantín |